# Блажо Јанковић
Блажо Јанковић (Друшићи, код Цетиња, 7. март 1910 — Београд, 4. фебруар 1996), учесник Народноослободилачке борбе, генерал-пуковник ЈНА, друштвено-политички радник СФР Југославије и народни херој Југославије.

## Биографија
Рођен је 7. марта 1910. године у селу Друшићи, код Цетиња. Детињство је провео у свом родном селу, где је завршио основну школу. Гимназију је похађао у Цетињу, Подгорици и Беранама и 1931. године матурирао. Године 1932/1933. служио је војску у Школи резервних официра, а после тога се уписао на Природно-математички факултет у Београду и дипломирао 1938. године. По завршетку факултета, запослио се као професор математике.
За револуционарни раднички покрет определио се као гимназијалац, ради чега је био извођен пред суд и одстрањиван из школе. На факултету у Београду наставио је политички рад, па је 1935. године примљен за члана Савеза комунистичке омладине Југославије (СКОЈ), а убрзо и Комунистичке партије Југославије (КПЈ). Као члан СКОЈ-а и КПЈ, учествовао је у многим демонстрацијама и другим акцијама које су водили прокомунистички оријентисани студенти. Због таквог рада био је више пута затваран, а једном је био и протеран са факултета са забраном на право студирања у трајању од две године. Ова казна му је после укинута. Радио је у штампарији Покрајинског комитета КПЈ за Србију и Централног комитета Комунистичке партије Југославије.

### Народноослободилачка борба
По повратку у свој родни крај, маја 1941. године, одмах се укључио у припреме за оружани устанак. За време рата био је командант батаљона, бригаде и дивизије. У Тринаестојулском устанку био је командир Друшићко-превлачког одреда. Као командир чете у Пљеваљској бици, цео је дан у граду водио борбу, а крајем дана извео је чету у полазни положај. Посебно се истакао при нападу и заробљавању брода „Скендербег“ на Скадарском језеру почетком 1942. године. Такође се истакао у борбама приликом повлачења партизанских снага из Црне Горе, у борбама за Бугојно, Купрес и Јајце 1942. године.
У Четвртој непријатељској офанзиви, на челу чете ушао је у Тврђаву у Јабланици, а истакао се и у борбама за Коњиц, где је био рањен. За време Пете непријатељске офанзиве, истакао се у борбама око Колашина и на Сутјесци. За време противофанзиве у источној Босни, 1943. године, истакао се у борбама на Сјетлони и Озрену, а као старешина и борац у борбама око Колашина крајем 1943. и у старој Црној Гори почетком 1944. године.
За време похода Друге дивизије у Србију, 1944. године, истакао се при покушају форсирања Ибра код Увца, на Мелоћа-брду, комуникацији Ужице-Кремна, на Маљену и Повлену, Јеловој гори, комуникацији Пријепоље-Сјеница и у другим борбама.
Истакао се као старешина за време продора Оперативне групе дивизија из Црне Горе у Србију, лета 1944. године, у ослобађању Бруса, Куршумлије, Крушевца, форсирању Западне Мораве и разбијању око 10.000 четника, те у ослобађању Трстеника и Краљева. Као командант Седамнаесте дивизије НОВЈ истакао се у многим подухватима у Босни, Хрватској и Словенији, где је одиграо значајну улогу у заробљавању немачких и квислиншких снага.

### Послератни период
После рата и ослобођења Југославије, деловао је у Југословенској народној армији (ЈНА) као начелник управе у Главном штабу, помоћник Начелника Генералштаба ЈНА, начелник инжињерије и начелник Војно-историјског института ЈНА (ВИИ). Завршио је Вишу војну академију ЈНА и Курс оператике ЈНА. Имао је чин генерал-пуковника ЈНА. Активна војна служба му је престала 1965. године.
Вршио је и високе партијске функције:
- секретар ћелије Генералштаба ЈНА,
- секретар Комитета,
- члан Опуномоћства Централног комитета СКЈ за ЈНА,
- председник Контролне комисије Опуномоћства до 1965. године.

Осим тога је био и председник и оснивач Југословенског друштва за путеве, председник Савета на Природословно-математичком факултету и остало.
Преминуо је 4. фебруара 1996. године у Београду. Сахрањен је у Алеји народних хероја на Новом гробљу у Београду.
Носилац је Партизанске споменице 1941. и других високих југословенских одликовања, међу којима су — два Ордена за храброст, Орден ратне заставе, Орден партизанске звезде са златним венцем, Орден заслуга за народ са златном звездом, Орден братства и јединства са златним венцем, Орден партизанске звезде са сребрним венцем и Орден народне армије са златном звездом. Од иностраних одликовања, истиче се бугарски Орден за храброст четвртог реда. Орденом народног хероја одликован је 10. јула 1953. године.

## Галерија
- Саво Бурић и Блажо Јанковић у Беранама, 1944. године
- Блажо Јанковић, 1945. године
- Партизанска споменица 1941.